# Skate America de 2012
O Skate America de 2012 foi a trigésima primeira edição do Skate America, um evento anual de patinação artística no gelo organizado pela United States Figure Skating Association, e que fez parte do Grand Prix de 2012–13. A competição foi disputada entre os dias 19 de outubro e 21 de outubro, na cidade de Kent, Washington, Estados Unidos.

## Eventos
- Individual masculino
- Individual feminino
- Duplas
- Dança no gelo

## Medalhistas
| Evento                        | Ouro                                         | Prata                                        | Bronze                                         |
| Individual masculino detalhes | Takahiko Kozuka · Japão                      | Yuzuru Hanyu · Japão                         | Tatsuki Machida · Japão                        |
| Individual feminino detalhes  | Ashley Wagner · Estados Unidos               | Christina Gao · Estados Unidos               | Adelina Sotnikova · Rússia                     |
| Duplas detalhes               | Tatiana Volosozhar · Maxim Trankov · Rússia  | Pang Qing · Tong Jian · China                | Caydee Denney · John Coughlin · Estados Unidos |
| Dança no gelo detalhes        | Meryl Davis · Charlie White · Estados Unidos | Ekaterina Bobrova · Dmitri Soloviev · Rússia | Kaitlyn Weaver · Andrew Poje · Canadá          |

## Resultados

### Individual masculino
| Pos.              | Nome                | Nacionalidade    | Pontos | PC         | PL          |
| ----------------- | ------------------- | ---------------- | ------ | ---------- | ----------- |
| Medalha de ouro   | Takahiko Kozuka     | Japão            | 251.44 | 85.32 (2)  | 166.12 (1)  |
| Medalha de prata  | Yuzuru Hanyu        | Japão            | 243.74 | 95.07 (1)  | 148.67 (3)  |
| Medalha de bronze | Tatsuki Machida     | Japão            | 229.95 | 75.78 (4)  | 154.17 (2)  |
| 4                 | Konstantin Menshov  | Rússia           | 212.53 | 73.32 (5)  | 139.21 (5)  |
| 5                 | Jeremy Abbott       | Estados Unidos   | 211.35 | 77.71 (3)  | 133.64 (8)  |
| 6                 | Michal Brezina      | República Tcheca | 209.67 | 69.26 (6)  | 140.41 (4)  |
| 7                 | Armin Mahbanoozadeh | Estados Unidos   | 203.65 | 68.27 (7)  | 135.38 (7)  |
| 8                 | Tomas Verner        | República Tcheca | 197.36 | 58.79 (9)  | 138.57 (6)  |
| 9                 | Douglas Razzano     | Estados Unidos   | 187.83 | 57.06 (10) | 130.67 (9)  |
| 10                | Alexander Majorov   | Suécia           | 182.42 | 60.48 (8)  | 121.94 (10) |

### Individual feminino
| Pos.              | Nome               | Nacionalidade  | Pontos | PC         | PL         |
| ----------------- | ------------------ | -------------- | ------ | ---------- | ---------- |
| Medalha de ouro   | Ashley Wagner      | Estados Unidos | 188.37 | 60.61 (1)  | 127.76 (1) |
| Medalha de prata  | Christina Gao      | Estados Unidos | 174.25 | 56.63 (3)  | 117.62 (2) |
| Medalha de bronze | Adelina Sotnikova  | Rússia         | 168.96 | 58.93 (2)  | 110.03 (3) |
| 4                 | Valentina Marchei  | Itália         | 158.79 | 54.01 (5)  | 104.78 (6) |
| 5                 | Haruka Imai        | Japão          | 157.72 | 49.90 (7)  | 107.82 (4) |
| 6                 | Maé Bérénice Méité | França         | 155.95 | 54.41 (4)  | 101.54 (7) |
| 7                 | Alena Leonova      | Rússia         | 153.49 | 46.72 (9)  | 106.77 (5) |
| 8                 | Viktoria Helgesson | Suécia         | 144.85 | 50.29 (6)  | 94.56 (8)  |
| 9                 | Rachael Flatt      | Estados Unidos | 136.09 | 43.72 (10) | 92.37 (9)  |
| 10                | Sarah Hecken       | Alemanha       | 134.09 | 48.11 (8)  | 85.98 (10) |

### Duplas
| Pos.              | Nome                                      | Nacionalidade  | Pontos | PC        | PL         |
| ----------------- | ----------------------------------------- | -------------- | ------ | --------- | ---------- |
| Medalha de ouro   | Tatiana Volosozhar / Maxim Trankov        | Rússia         | 195.07 | 65.78 (1) | 129.29 (1) |
| Medalha de prata  | Pang Qing / Tong Jian                     | China          | 185.16 | 61.96 (2) | 123.20 (2) |
| Medalha de bronze | Caydee Denney / John Coughlin             | Estados Unidos | 177.43 | 60.75 (3) | 117.47 (3) |
| 4                 | Vanessa James / Morgan Ciprès             | França         | 167.66 | 55.76 (4) | 111.90 (4) |
| 5                 | Marissa Castelli / Simon Shnapir          | Estados Unidos | 164.19 | 55.67 (5) | 108.52 (5) |
| 6                 | Gretchen Donlan / Andrew Speroff          | Estados Unidos | 131.26 | 40.54 (7) | 90.72 (6)  |
| 7                 | Danielle Montalbano / Evgeni Krasnopolski | Israel         | 119.02 | 40.66 (6) | 78.36 (7)  |

### Dança no gelo
| Pos.              | Nome                                         | Nacionalidade  | Pontos | DC        | DL         |
| ----------------- | -------------------------------------------- | -------------- | ------ | --------- | ---------- |
| Medalha de ouro   | Meryl Davis / Charlie White                  | Estados Unidos | 176.28 | 71.39 (1) | 104.89 (1) |
| Medalha de prata  | Ekaterina Bobrova / Dmitri Soloviev          | Rússia         | 159.95 | 62.91 (3) | 97.04 (2)  |
| Medalha de bronze | Kaitlyn Weaver / Andrew Poje                 | Canadá         | 157.32 | 65.79 (2) | 91.53 (3)  |
| 4                 | Lynn Kriengkrairut / Logan Giulietti-Schmitt | Estados Unidos | 141.41 | 53.89 (4) | 87.52 (4)  |
| 5                 | Nelli Zhiganshina / Alexander Gazsi          | Alemanha       | 132.57 | 52.30 (5) | 80.27 (5)  |
| 6                 | Lorenza Alessandrini / Simone Vaturi         | Itália         | 125.74 | 50.36 (6) | 75.38 (6)  |
| 7                 | Anastasia Cannuscio / Colin McManus          | Estados Unidos | 122.37 | 47.98 (7) | 74.39 (7)  |

## Quadro de medalhas
| Ordem | País           | Medalha de ouro | Medalha de prata | Medalha de bronze |    | Ordem por total |
| ----- | -------------- | --------------- | ---------------- | ----------------- | -- | --------------- |
| 1     | Estados Unidos | 2               | 1                | 1                 | 4  | 1               |
| 2     | Japão          | 1               | 1                | 1                 | 3  | 2               |
| 2     | Rússia         | 1               | 1                | 1                 | 3  | 2               |
| 4     | China          |                 | 1                |                   | 1  | 4               |
| 5     | Canadá         |                 |                  | 1                 | 1  | 4               |
| TOTAL | TOTAL          | 4               | 4                | 4                 | 12 | —               |